# Um el Ma

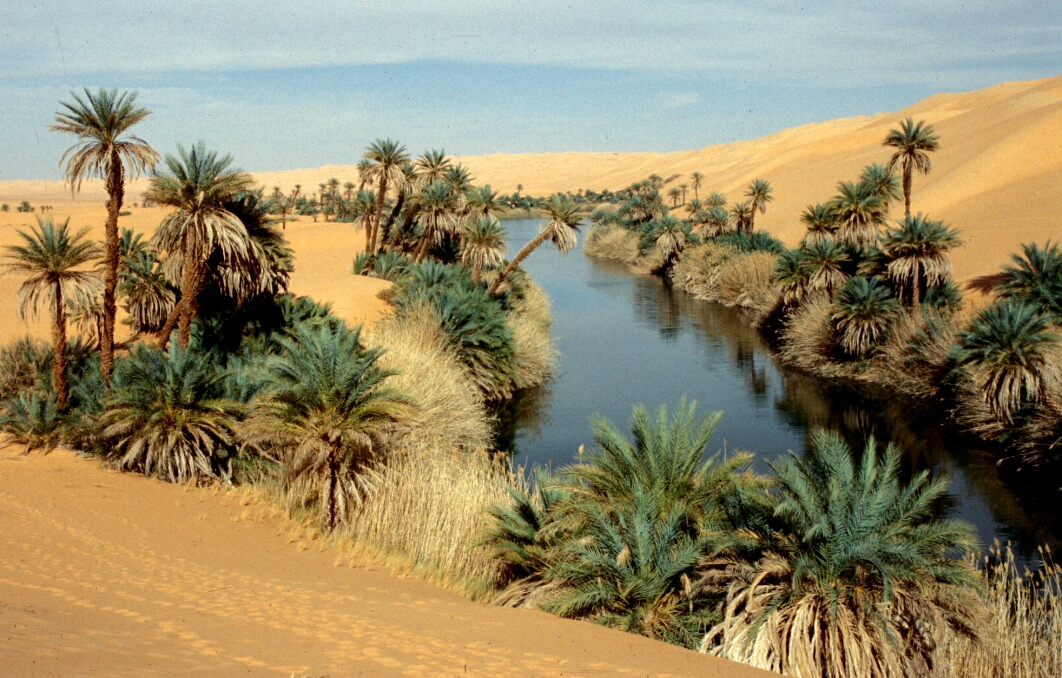
Het Um el Ma met aangrenzende plantengroei

Um el Ma (Arabisch: أم الماء) is een meer in de Ubariwoestijn in het zuidwesten van Libië. De betekenis van de naam is "Moeder van het water".  
Het is een langwerpig meer van ongeveer 800 meter lengte en ligt in de buurt van de plaats Ubari in de regio Fezzan, in het Libische deel van de Sahara. Het wateroppervlak heeft een blauwgroene kleur. Rondom het meer is een oase die gevoed wordt door talrijke ondergrondse waterreservoirs. Het zoutgehalte van het meer stijgt tot wel 34%.
Het meer wordt omgeven door een 10 tot 15 meter brede ring bestaande uit een grote verscheidenheid aan plantengroei. Deze groene ring scheidt het meer van de hoge zandduinen. Alleen op de oostelijke oever wordt deze grens onderbroken door een 50 meter lange, glooiende oever, die zelf omgeven is door een rand met begroeiing. Tijdens de winterperiode worden er waterhoenen (Gallinula chloropus) en woestijnmussen (Passer simplex) waargenomen.

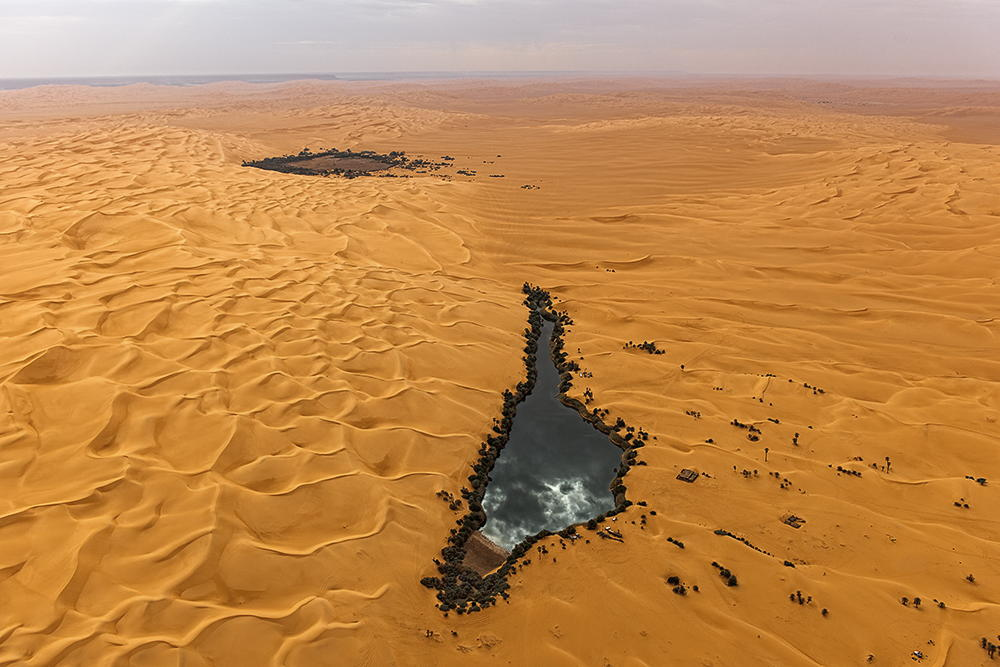
Het Um el Ma (meer op de voorgrond) gezien vanuit de lucht